# Chris Mulkey
Chris Mulkey (* 3. Mai 1948 in Viroqua, Wisconsin) ist ein US-amerikanischer Filmschauspieler.

## Werdegang
Er studierte in der Universität in Minnesota, wo er seinen Abschluss als Schauspieler erreichte. Seit 1975 ist er im Film- und Fernsehbereich tätig. 1982 spielte er den Deputy Ward in Rambo. Ab 1990 war er als Hank Jennings in 13 Episoden der Serie Twin Peaks zu sehen. 2004 mimte er Mr. Lockey in Mysterious Skin – Unter die Haut. 2013 war er als John Cronan in Captain Phillips zu erleben. Bislang war Mulkey in mehr als 200 Film- und Fernsehproduktionen zu sehen, meistens in kleineren Rollen und Gastauftritten.
Er war bis zu ihrem Tod mit Karen Landry verheiratet und hatte zwei Kinder mit ihr. Heutzutage lebt er weiterhin in Los Angeles mit seinen beiden Kindern.

## Filmografie (Auswahl)
- 1978: Barnaby Jones (Fernsehserie, Folge 6x21)
- 1979: Drei Engel für Charlie (Charlie’s Angels, Folge Engel auf Rollschuhen)
- 1980: Long Riders (The Long Riders)
- 1982: Rambo
- 1984: Runaway – Spinnen des Todes (Runaway)
- 1986: Quiet Cool – Die Abrechnung (Quiet Cool)
- 1987: The Hidden – Das unsagbar Böse (The Hidden)
- 1988: The Ripper
- 1989: Eine Frau klagt an (Roe vs. Wade, Fernsehfilm)
- 1990–1991: Twin Peaks (Fernsehserie, 13 Episoden)
- 1993: Der Killer im System (Ghost in the Machine)
- 1993–1994: Bakersfield P.D. (Fernsehserie)
- 1996: Wing Commander 4 (Computerspiel)
- 1997: Wing Commander: Prophecy (Computerspiel)
- 2000: Slow Burn
- 2002: American Girl
- 2003: Sie nennen ihn Radio (Radio)
- 2004: Mysterious Skin – Unter die Haut (Mysterious Skin)
- 2005: Dirty
- 2006: Broken Trail
- 2006: Unknown
- 2007: Nanking
- 2007: Lost (Fernsehserie, Folge 3x03)
- 2007: Cold Case (Fernsehserie, Folge 4x17)
- 2007: Dragon Wars
- 2008: CSI: NY (Fernsehserie, Folge 5x10)
- 2008: Criminal Minds (Fernsehserie, Episode 3x16)
- 2009: 24 (Fernsehserie, 2 Episoden)
- 2010–2011: Boardwalk Empire (Fernsehserie, vier Episoden)
- 2011: Collapse of the Living Dead
- 2013: Captain Phillips
- 2013: The Purge – Die Säuberung (The Purge)
- 2013: The Mentalist (Fernsehserie, Episode 5x13)
- 2013: Sanitarium – Anstalt des Grauens (Sanitarium)
- 2014: Grimm (Fernsehserie, drei Episoden)
- 2014: The Jersey Devil
- 2014: Whiplash
- 2014: The Identical
- 2014: Scorpion (Fernsehserie, Episode 1x04)
- 2016: Wolves at the Door
- 2018: Gotti
- 2018: Gloria – Das Leben wartet nicht (Gloria Bell)
- 2018: The Standoff at Sparrow Creek
- 2018: Hawaii Five-0 (Fernsehserie, Episode 9x07)
- 2019: Above Suspicion
- 2020: How to Deter a Robber
- 2023: Deadland